# Định lý Thomsen

Định lý Thomsen,

Định lý Thomsen, đặt theo tên Gerhard Thomsen (1899 – 1934), là một định lý trong lĩnh vực hình học phẳng. Định lý phát biểu như sau: Từ một điểm {\displaystyle P_{1}} trên một cạnh của tam giác ta dựng đường thẳng song song với một cạnh thứ ba và cắt cạnh thứ hai tại điểm {\displaystyle P_{2}}, từ điểm {\displaystyle P_{2}} ta lại kẻ một đường thẳng song song với cạnh thứ nhất cắt cạnh thứ ba tại điểm {\displaystyle P_{3}} quá trình cứ lặp lại như vậy thì điểm thứ {\displaystyle 7} sẽ trùng với điểm thứ nhất.
Cho lục giác {\displaystyle P_{1}P_{2}P_{3}P_{4}P_{5}P_{6}} với các cạnh song song với các cạnh của tam giác ABC gọi là lục giác Thomsen. Nếu lục giác {\displaystyle P_{1}P_{2}P_{3}P_{4}P_{5}P_{6}} với các cạnh ngược song song với các cạnh tam giác ABC gọi là lục giác Tucker.

## Mở rộng

Khi khi và chỉ khi sáu điểm nằm trên một conic

Cho tam giác {\displaystyle ABC}, cho hai điểm {\displaystyle A_{1},A_{4}} trên cạnh BC, hai điểm {\displaystyle A_{2},A_{5}} trên cạnh {\displaystyle CA}, hai điểm {\displaystyle A_{3},A_{6}} trên cạnh {\displaystyle AB}. Cho {\displaystyle B_{1}} trên cạnh {\displaystyle BC} và {\displaystyle B_{1}\neq A_{1}}. Ta xây dựng một dãy các đường thẳng song song như sau. Đường thẳng qua {\displaystyle B_{1}} song song với {\displaystyle A_{1}A_{2}} cắt {\displaystyle AB} tại {\displaystyle B_{2}}, đường thẳng qua {\displaystyle B_{2}} song song với {\displaystyle A_{2}A_{3}} giao với {\displaystyle AB} tại {\displaystyle B_{3}}. Đường thẳng qua {\displaystyle B_{3}} song song {\displaystyle A_{3}A_{4}} giao với {\displaystyle BC} tại {\displaystyle B_{4}}, đường thẳng qua {\displaystyle B_{4}} song song với {\displaystyle A_{4}A_{5}} cắt {\displaystyle BC} tại {\displaystyle B_{5}}. Đường thẳng qua {\displaystyle B_{5}} song song với {\displaystyle A_{5}A_{6}} giao với {\displaystyle AB} tại {\displaystyle B_{6}}, đường thẳng qua {\displaystyle B_{6}} song song với {\displaystyle A_{6}A_{1}} giao với {\displaystyle BC} tại {\displaystyle B_{7}}. Khi đó {\displaystyle A_{1},A_{2},} {\displaystyle A_{3},A_{4},} {\displaystyle A_{5},} {\displaystyle A_{6}} nằm trên conic nếu và chỉ nếu {\displaystyle B_{7}=B_{1}}.
- Khi conic qua sáu điểm {\displaystyle A_{1},A_{2},A_{3},A_{4},A_{5},A_{6}} là inelipse steiner định lý trên suy biến thành định lý Thomsen theorem
- Khi conic qua sáu điểm {\displaystyle A_{1},A_{2},A_{3},A_{4},A_{5},A_{6}} là đường tròn ngoại tiếp định lý trên suy biến thành đường tròn Tucker và lục giác Tucker